# Sibon dimidiatus
Espèce
Synonymes
- Leptognathus dimidiatus Günther, 1872
- Leptognathus pictiventris Cope, 1876
- Leptognathus grandoculis Müller, 1887
- Sibon nebulatus grandoculis (Müller, 1887)
- Petalognathus multifasciatus Bocourt, 1884

Statut de conservation UICN

 LC  : Préoccupation mineure
Sibon dimidiatus  est une espèce de serpents de la famille des Dipsadidae.

## Répartition
Cette espèce se rencontre dans le sud du Mexique, au Belize, au Guatemala, au Costa Rica, au Honduras et au Nicaragua. Sa présence est incertaine au Salvador.

## Publication originale
- Günther, 1872 : Seventh account of new species of snakes in the collection of the British Museum. Annals and Magazine of Natural History, sér. 4, vol. 9, p. 13-37 (texte intégral).